# Nikolits Sándor
Nikolits Sándor (Arad, 1834. március 16. – Budapest, 1895. május 27.) magyar fuvolaművész, zeneszerző, a Nemzeti Zenede fuvolatanára, majd igazgatója.

## Élete
Apja ügyvéd volt. 1848-ban elvégezte a gimnázium VI. osztályát szülővárosában, majd gyógyszerésznek készült és Pestre ment. Itt nemzetőrnek állt be és Schwechat felé ment, Pozsonyban azonban megbetegedett és visszatért Pestre, ahol sógoránál, Sztupa György gyógyszerésznél segédkezett. Kedvelte a zenét, különösén a fuvolát, amit Doppler Ferenctől tanult. Ebben művelte magát a szabadságharc alatt is, miután már 1845-ben gyakorolta magát ezen hangszeren. 1850-ben a Nemzeti Színház zenekarához szerződtették. 1854-ben Bécsbe kapott meghívást, mint első fuvolás, az egyik külvárosi színházhoz; itt alkalma nyílt magát a zenetudományban is alaposan kiművelni. Négy évi távollét után 1858-ban visszatért hazájába és Szabó József vidéki magyar operatársulatához szerződött mint karmester és mint ilyen Aradon, Temesvárt, Szegeden, Szabadkán és más nagyobb városokban sikerrel működött és lényegesen hozzájárult a vidéki zeneélet kifejlesztéséhez. 1865-ben ismét Pestre tért vissza, ahol a Nemzeti Színház zenekarában az első fuvolaművészi állásra szerződtették és a Nemzeti Zenede szintén kinevezte e tanszék tanárává. Ez időszakban számos népszínműhöz írt részint eredeti zenét, részint pedig szerkesztett. 1870-ben az Országos Színitanodához a zeneelmélet és zenetörténet tanárának nevezték ki. 1875-ben létrejött az Országos Magyar Királyi Zeneakadémia, oda a harmónia, ellenpont és a magasabb zeneszerzési tanszakhoz nevezték ki tanárnak. Miután Magyar Királyi Operaház 1884-ben megnyílt, ott is az első fuvolaművészi állást foglalta el. 1888-ban nyugdíjazták. 1889-ben Káldy Gyulával megalapította a magyar zeneiskolát.

## Írásai
- Elemi zene-elmélet (Budapest, 1873)